# La Serenissima - Theme from Venice in Peril
La Serenissima – Theme from Venice in Peril è un singolo dei Rondò Veneziano pubblicato dalla Ferroway Records nel Regno Unito ed Irlanda  il 1983.

## Tracce
1. La Serenissima - Theme from Venice in Peril – 2:18
2. Sinfonia per un addio – 5:42

## Curiosità
Dal 1982 Sinfonia per un addio è usata come sigla dello Speciale TG1.